# Sem

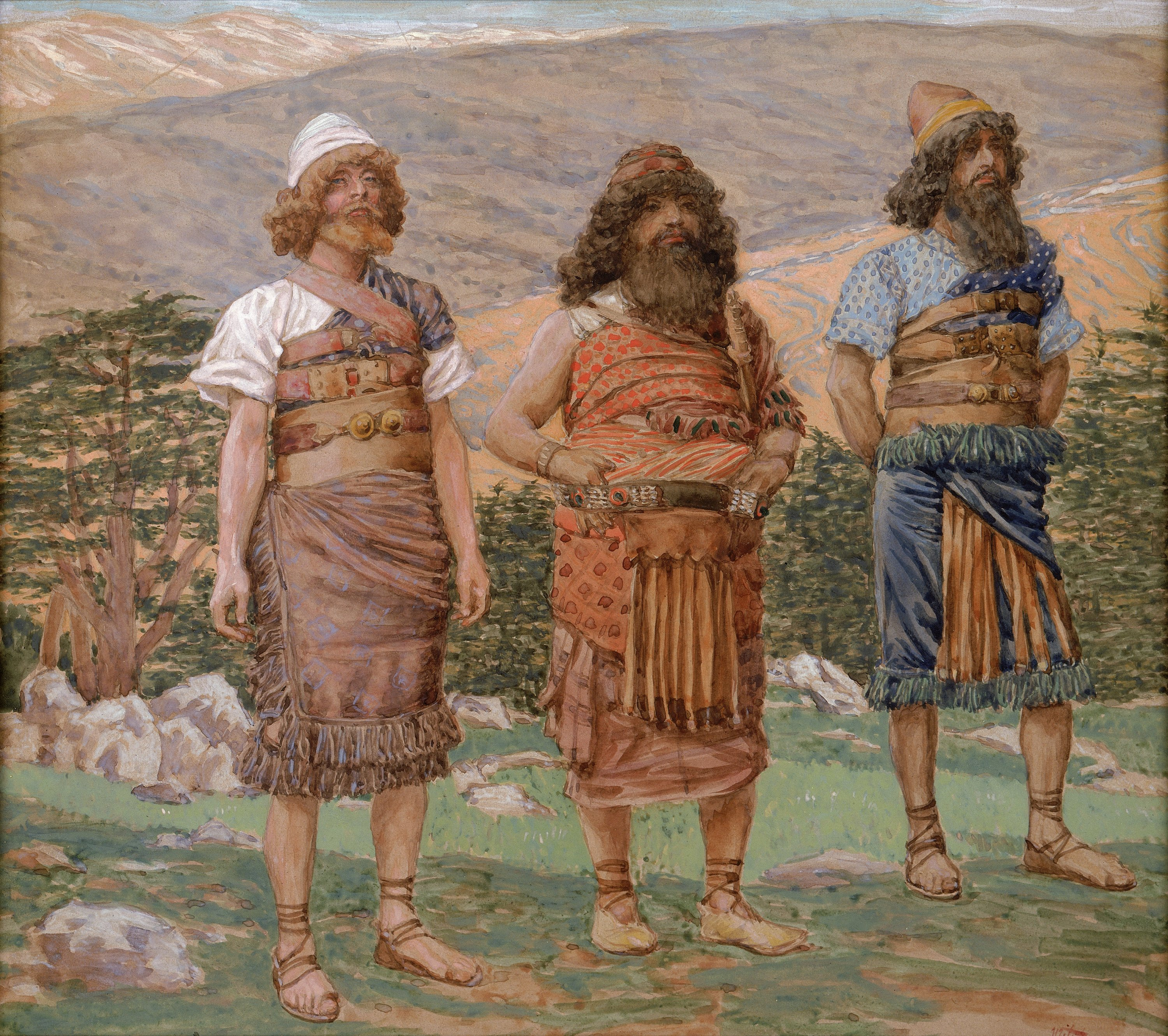
Sem, Ham și Iafet (ilustrație de James Tissot 1904)

Sem (ebraică: שם, standard: Shem, tiberiană: Šēm; greacă: Σημ Sēm; arabă: سام Sām; Ge'ez: ሴም, Sēm) este unul din cei trei fii ai lui Noe, alături de Ham și Iafet.
Conform Genezei 10:22, „fiii lui Sem au fost: Elam, Asur, Arpacșad, Lud și Aram”.
Sem a fost primul fiu al lui Noe.

## Vezi și
- Semiți